# David Spangler
David Spangler (* 7. Januar 1945 in Columbus, Ohio) ist ein US-amerikanischer Buchautor und Vortragsredner. Er gilt als einer der einflussreichsten Visionäre der frühen New-Age-Bewegung und war von 1970 bis 1973 ein führendes Mitglied der Findhorn Foundation. In späteren Jahren distanzierte er sich allerdings von der Entwicklung, welche die New-Age-Bewegung genommen hatte.

## Leben
David Spangler wurde am 7. Januar 1945 in Columbus, Ohio, geboren. Einen Teil seiner Kindheit verbrachte er in Marokko, wo sein Vater in der Spionageabwehr der US-Armee beschäftigt war. Nach seinen eigenen späteren Schilderungen hatte er seit seiner frühen Kindheit hellsichtige Erlebnisse. Im Alter von 7 Jahren hatte er demnach eine klassische mystische Erfahrung, die sein Leben prägen sollte. Nach dem Abschluss der Highschool studierte er zeitweilig Biochemie an der Arizona State University. Daneben begann er Vorträge über seine mystischen Erlebnisse zu halten. 1965 brach er das Universitätsstudium ab und begann eine Karriere als Vortragsredner über Mystik und Spiritualität.
1970 reiste Spangler, einer inneren Berufung folgend, nach Großbritannien und hielt sich bis 1973 in der Findhorn-Gemeinschaft im Norden Schottlands auf. Dort verfasste er sein einflussreiches Buch Revelation: The Birth of a New Age (1971), in welchem er seine Vision eines neuen Zeitalters niederschrieb. Zurück in den USA, gründete er 1974 mit einigen Freunden die Lorian Association. Spangler ist außerdem Mitglied der Lindisfarne Association.

## Werk und Wirkung
In seinem 1971 durch die Findhorn Foundation publizierten Buch Revelation: The Birth of a New Age beschrieb Spangler sieben „Mitteilungen“ (transmissions) über ein kommendes neues Zeitalter, die er von einem Wesen, das sich „grenzenlose Liebe und Wahrheit“ nenne, per Channeling erhalten habe. Spanglers beigefügte Kommentare lassen einen starken Einfluss der Theosophie von Alice Bailey erkennen. Das Buch stieß vor allem in den USA auf reges Interesse in der aufkommenden New-Age-Subkultur und gilt heute als einer der wichtigsten Beiträge zur Begründung der New-Age-Bewegung.
In Spanglers späteren Publikationen treten die theosophischen und anthroposophischen Einflüsse zurück, und Spangler plädiert eher vorsichtig und rational für die Notwendigkeit, eine bessere Welt zu schaffen. Von den Entwicklungen des späten New Age, wie es etwa durch Shirley MacLaine repräsentiert wurde, distanziert er sich, insbesondere von öffentlichen Channeling-Vorführungen in Talkshows, die gar nicht damit zu vergleichen seien, wie er selbst seine Visionen durch „spirituelle Kommunikation“ erhalten habe.

## Veröffentlichungen

### Englisch
- Revelation – The Birth of a New Age, Findhorn 1971, überarbeitete Neuauflage 1976
- The Rebirth of the Sacred, London 1984
- The New Age, Issaquah 1988
- Channeling in the New Age, Issaquah 1988
- Reimagination of the World – A Critique of the New Age, Science, and Popular Culture (mit William Irwin Thompson), Santa Fé 1991
- Everyday Miracles – The Inner Art of Manifestation, 1995
- The Call, 1997
- Parent as Mystic, Mystic as Parent, 1998
- Blessing: The Art and the Practice, 2001

### Deutsche Übersetzungen
- New Age – die Geburt eines Neuen Zeitalters. Die Findhorn-Community. Fischer Taschenbuch, Frankfurt am Main 1978
- Das Waldkirchlein. Opal, Augsburg 1983
- Der Geist der Synthese. Gespräche mit John. Greuth Hof, Kimratshofen 1985